# Liste der Kulturdenkmäler in Offenbach-Bürgel
Die folgende Liste enthält die in der Denkmaltopographie ausgewiesenen Kulturdenkmäler auf dem Gebiet des Stadtteils Bürgel der kreisfreien Stadt Offenbach am Main, Hessen.
Hinweis: Die Reihenfolge der Denkmäler in dieser Liste orientiert sich an der Anschrift, alternativ ist sie auch nach der Bezeichnung, der vom Landesamt für Denkmalpflege vergebenen Nummer oder der Bauzeit sortierbar.
Kulturdenkmäler werden fortlaufend im Denkmalverzeichnis des Landes Hessen durch das Landesamt für Denkmalpflege Hessen auf Basis des Hessischen Denkmalschutzgesetzes (HDSchG) geführt. Die Schutzwürdigkeit eines Kulturdenkmals hängt nicht von der Eintragung in das Denkmalverzeichnis des Landes Hessen oder der Veröffentlichung in der Denkmaltopographie ab.

| Bild                    | Bezeichnung                                  | Lage                                                                             | Beschreibung | Bauzeit                                                     | Objekt-Nr. |
| ----------------------- | -------------------------------------------- | -------------------------------------------------------------------------------- | --- | ----------------------------------------------------------- | ---------- |
| weitere Bilder          | Gesamtanlage                                 | Bürgel, Alter Ortskern – Bürgel Lage                                             | | Ab dem Ende 17. Jahrhundert bis Beginn des 20. Jahrhunderts | 78091 DDB  |
| weitere Bilder          |                                              | Bürgel, Am Maingarten 21 LageFlur: 1, Flurstück: 33/5                            | Zweigeschossiges Fachwerkhaus mit massiv erneuertem Erdgeschoss. Das Obergeschoss mit farbigen Schieferschindeln in ornamentalen Formen verkleidet. Das dreizonige Wohnhaus wurde wohl im 18. Jahrhundert erbaut, möglicherweise entstammt es sogar noch dem Ende des 17. Jahrhunderts. Am Maindamm gelegen ist das Haus zudem wichtiger Bestandteil der Ortsansicht Bürgels. | um 1700                                                     | 78470 DDB  |
| Arnoldstraße 17         | Ehem. Schule                                 | Bürgel, Arnoldstraße 17 LageFlur: 1, Flurstück: 651/1                            | Das massive, zweigeschossige Gebäude in Ecklage wurde 1873 als Schule errichtet. Es wurde zwischenzeitlich als Rektorgebäude genutzt und dient heute als Kinderhort bzw. -garten. Sorgfältig gearbeitete Sandsteinfassaden mit profilierten Rechteckfenstern im Erd- und Rundbogenfenstern im Obergeschoss. An der neunachsigen Fassade lisenengefasste Mittelachse mit gekuppelten Fenstern. Schiefergedecktes Satteldach. Es gehört gemeinsam mit den Gebäuden Lehrstraße 6 und Stiftstraße 25 zum schützenswerten Ensemble der historischen Schulbauten Bürgels. | 1873                                                        | 78471 DDB  |
| weitere Bilder          | Jüdischer Friedhof                           | Bürgel, Außerhalb LageFlur: 2, Flurstück: 202/1                                  | | 1595 bis 1605                                               | 78100 DDB  |
| weitere Bilder          | Gesamtanlage                                 | Bürgel, Bildstockstraße Lage                                                     | Wohngebiet mit zwei- bis dreigeschossigen Gebäuden am südlichen Ortsrand Bürgels, entstanden ab 1903. |                                                             | 78094 DDB  |
| weitere Bilder          | früheres Gemeindebackhaus                    | Bürgel, Bürgerplatz 10 LageFlur: 1, Flurstück: 106                               | Fachwerkobergeschoss aus der. 2. Hälfte des 18. Jhdt., westseitig aufgesetzt auf der alten Ortsmauer. Ehemaliges Gemeindebackhaus (Fund einer Münze aus dem 16. Jhdt.). Vor dem südseitigen Giebel stand bis 1826 das Falltor als eines von zwei Toren im Ortsmauerverlauf. | 2. Hälfte 18. Jahrhundert auf älterer Ortsbefestigung       | 78472 DDB  |
| weitere Bilder          | Ehem. Synagoge                               | Bürgel, Bürgerstraße 15 LageFlur: 1, Flurstück: 108/3                            | Synagogenbau von 1822 - 1824 (Fertigstellung). Dreiseitig in Bruchsteinmauerwerk (Sandstein), Nordseite Obergeschoss in Fachwerk. ursprüngliche Fensterformen straßenseitig verändert, an Ost- und Westseite unter Putz noch weitestgehend erhalten. Frauenempore und Dachstuhl mit hebräischer Inschrift weitestgehend erhalten. | 1824                                                        | 78473 DDB  |
| weitere Bilder          |                                              | Bürgel, Frankenstraße 1 LageFlur: 1, Flurstück: 366/20                           | Voluminöses Eckhaus von 1911; Architekt war Karl Brunn. Der Bau in der für ihn typischen traditionellen Bauweise mit hoher Natursteinverblendung, Sandsteingewänden und Biberschwanzziegeldeckung. An der Fassade Rumpenheimer Straße Erker am Obergeschoss auf Konsolen. Darüber hohes Zwerchhaus mit Mansaraddach. Seitlich an der Frankenstraße ebenfalls Erkervorbau. | 1911                                                        | 78097 DDB  |
| weitere Bilder          | Ehem. Fabrikgebäude und Brücke               | Bürgel, Gerhard-Becker-Straße 15 LageFlur: 1, Flurstück: 744/3                   | Der in Amerika geborene Gerhard Felix Becker gründete 1898 die „Deutsch-Amerikanischen Lederwerke Becker & Co.“ in Bürgel. 1905 Verschmelzung mit der benachbarten Lederfabrik Carl F. Autenrieth & Co. 1971 Schließung der Firma und 1982 teilweise Abriss der Gebäude. Erhalten blieb das Verwaltungsgebäude und der Brückenbau von 1910. Als Architekt beider Bauten zeichnete Karl Brunn. Die Fußgängerbrücke verband einst das Verwaltungsgebäude mit der Werksanlage. Zeittypischer und gleichzeitig repräsentativer Industriebau mit aufwändig gearbeiteten Fassaden in Werkstein und Klinker. Abwechslungsreiche Oberflächengestaltung mit rustiziertem Basalt- und Sandsteinsockel, glattem Klinker, scharriertem und glattem Sandstein. Unterteilung der Fassaden durch Risalite, Giebel und Lisenen. Zahlreiche Schmuckelemente in einfachen geometrischen, dem Jugendstil entlehnten Formen, aber auch in detailreichen neobarocken Formen, wie beispielsweise die Bukraniongirlande im Scheitel des flachen Brückenbogens. An der Westseite Eingangsportal mit Sandsteinverdachung und profilierter Holztür mit Oberlicht. Neben dem Eingang kleiner hölzerner Erker. Die Eingangshalle mit Tonnengewölbe und reich verzierten Stuckgurten. An den Wänden halbhoch grüne Kacheln, teilweise mit geometrischen Jugendstilornamenten. Im Treppenhaus halbhohe, dunkle Holzvertäfelung und verziertes, eisernes Treppengeländer. Auf der Hofseite glatte, schmucklose Klinkerfassaden. Als ehemaliges Industriedenkmal von hoher künstlerischer Bedeutung und geschichtlichem Aussagewert im Rahmen der Entwicklung der Offenbacher Lederwarenindustrie. | 1910                                                        | 78474 DDB  |
| Jahnstraße 17           |                                              | Bürgel, Jahnstraße 17 LageFlur: 1, Flurstück: 602/5                              | Gut erhaltenes Wohnhaus mit Fachwerkobergeschossen von 1907. Zeichnender Architekt war Carl Lipp. Massives, verputztes Erdgeschoss mit Werksteingewänden. Am Fachwerkobergeschoss Erker mit Streben und Walmdach. Über der westlichen Haushälfte Zwerchhaus in Fachwerk mit Krüppelwalmdach. Im östlichen Teil mit Kniestock im Dachgeschoss. Schmuckfachwerk mit profilierten Balkenköpfen etc. In seiner pittoresk-traditionellen Bauweise von baukünstlerischer Bedeutung und seltenes Beispiel in Offenbach. | 1907                                                        | 78475 DDB  |
| Turnhalle Jahnstraße 31 | Turnhalle                                    | Bürgel, Jahnstraße 31 LageFlur: 1, Flurstück: 1002/1                             | Der zweigeschossige Bau ist in einem Schlussstein über dem Portal auf das Jahr 1899 datiert. Entworfen wurde die Turnhalle mit Vereinsgaststätte vom Architekten Karl Steuerwald. Nach Kriegsschäden Wiederaufbau 1950/51. Ab 1972 Erweiterung durch moderne Neubauten. Die einstige Turnhalle war nun um vier Fensterachsen verkürzt, d.h. ungefähr noch halbe ursprüngliche Länge. Massiver, verputzter Bau mit Backsteingliederung in neogotischen Formen. Am Giebel backsteinverkleideter Mittelrisalit mit Treppengiebel und Fahnenstange. Als aufwändig gestalteter Zweckbau von hoher baukünstlerischer Bedeutung. | 1899                                                        | 78476 DDB  |
| weitere Bilder          | Gesamtanlage                                 | Bürgel, Langstraße Lage                                                          | | 1895 bis 1905                                               | 78092 DDB  |
| Langstraße 3            |                                              | Bürgel, Langstraße 3/Rumpenheimer Straße 19 LageFlur: 1, Flurstück: 611/1, 611/2 | Das 1901 errichtete Wohn- und Geschäftshaus liegt in städtebaulich wichtiger Lage am Schnittpunkt der beiden Durchgangsstraßen Langstraße und Rumpenheimer Straße. Als Doppelhaus von Georg Wenzel entworfen. Er hat als Architekt maßgeblich das Erscheinungsbild der Langstraße bestimmt. Der westliche Hausteil Rumpenheimer Straße 19 im Dachgeschoss mit Eckaufbau und Gauben original erhalten. Langstraße 3 wurde 1968 aufgestockt. Beide Haushälften mit modern verändertem Erdgeschoss. Putzbau mit Sandsteinelementen, der vertikal durch Lisenen mit Gesimsunterteilung gegliedert ist. Historisierende Fenstergewände, im ersten Obergeschoss mit Verdachungen. | 1901                                                        | 78477 DDB  |
| weitere Bilder          | Evangelische Gustav-Adolf-Kirche             | Bürgel, Langstraße 62 LageFlur: 1, Flurstück: 381/1                              | Mit dem starken Anwachsen der Bevölkerung wuchs auch der Anteil der Protestanten im katholischen Bürgel. Der Wunsch nach einer eigenen Kirche konnte durch zahlreiche private Schenkungen und durch Zuwendungen seitens der Gustav-Adolf-Stiftung realisiert werden. Der Architekt Ludwig Hofmann aus Herborn wurde mit den Entwürfen beauftragt. Die Grundsteinlegung war am 25. Mai 1902, die Einweihung der neugotischen Kirche fand am 4. Oktober 1903 statt. Zum Zeitpunkt der Einweihung zählte die evangelische Gemeinde in Bürgel etwa 1700 Mitglieder. Die Kirche bot Platz für 500 Besucher. Nach schweren Kriegsbeschädigungen 1944 Wiederaufbau unter Leitung der Architekten Fritz Reichard und Ludwig Brunner in den Jahren 1946 bis 1949. Der steile Turmhelm wurde erst 1963 aufgesetzt. 1955 erhielt die Kirche eine neue Orgel, 1957 ein neues Geläut mit vier Glocken. Ein Gemeindezentrum mit Kindergarten wurde 1956 zwischen Kirche und Pfarrhaus (vgl. Von-Behring-Straße 95) erbaut. Die Kirche zeigt im Grundriss eine zweischiffige Anlage mit kürzerem Seitenschiff, das durch den Turm abgeschlossen wird, bei einer Grundfläche von 22 × 23,5 m. Verputzter Bau mit Sandsteingliederung. Am Glockenturm Eingang mit sandsteinverblendetem Portal und Dreieckgiebel. Spitzbogig geöffnet mit Dreiviertelsäule aus Basalt, Schaftring und Blattkapitellen. Holztür mit reich verzierten Beschlägen. Der Turm mit unregelmäßiger Kantenquaderung und großen Schallarkaden. Das Kirchenschiff unter Satteldach. An der Westfassade drei spitzbogige Fenster mit Blendbogen in Sandstein, darüber großes Rundfenster. An der Nordwand halbrunder Treppenturm und zwei große Spitzbogenfenster mit verkröpftem Gesims. Kleiner, rechteckig geschlossener Chor mit Maßwerkfenster. Im Inneren schlichtes Kirchenschiff mit Tonnengewölbe und südlicher Empore mit Sandsteinarkade. Der eingezogene Chor wird von einem Kreuzrippengewölbe abgeschlossen. Im Westen Orgelempore. Trotz der starken Kriegschäden Kulturdenkmal als Zeugnis der künstlerischen Leistung des Kirchenbaumeisters Ludwig Hofmann und zudem von dominanter städtebaulicher Bedeutung. | 1902                                                        | 78098 DDB  |
| Alte Schule             | Alte Schule                                  | Bürgel, Lehrstraße 6 Lage                                                        | Nach dem Gebäude Arnoldstraße 17 als zweiter Schulneubau 1887 errichtet. Kubischer Putzbau mit Kanteneinfassung in Backstein und profilierten Gewänden und Gesimsen in Sandstein. Strenger klassizistischer Bau als wichtiger Bestandteil des Schulkomplexes Arnold-, Lehr- und Stiftstraße. |                                                             | 78099 DDB  |
| weitere Bilder          |                                              | Bürgel, Niedergasse 1 / Bürgerplatz LageFlur: 1, Flurstück: 128/2                | Backsteinbau in prägnanter Ecklage am Bürgerplatz. Der 1899 entstandene Bau wurde vom Architekten Karl Steuerwald entworfen. Dreigeschossig mit Sandsteingewänden; Betonung der Ecke durch Dachgeschossausbau. Im Erdgeschoss rund- und korbbogige, profilierte Gewände. Bereits von Anfang an Ladeneinbau, jedoch mit Eingang an der abgeschrägten Ecke. Erst 1951 Verlegung des Eingangs. Im ersten Obergeschoss reich verzierte Fenstergewände in historistischen Formen mit floralen Ornamenten. Der Eckaufsatz mit sorgfältiger dekorativer Backsteingliederung. Nicht erhalten hier die freistehenden Stufengiebel, die einst die Ecke krönten. An der Niedergasse Toreinfahrt mit Holztür und Oberlicht. | 1899                                                        | 78478 DDB  |
| weitere Bilder          |                                              | Bürgel, Niedergasse 16 LageFlur: 1, Flurstück: 157                               | In der Biegung der Niedergasse gelegenes, zweigeschossiges Fachwerkwohnhaus. Das Obergeschoss teilweise mit Schiefer verkleidet, teilweise verputzt, das Untergeschoss 1960 massiv erneuert. Es ist zu vermuten, dass die Fachwerkkonstruktion bereits um 1700 entstanden ist. | 1695 bis 1705                                               | 78479 DDB  |
| Niedergasse 21          |                                              | Bürgel, Niedergasse 21 LageFlur: 1, Flurstück: 134/2                             | An der Biegung der Niedergasse gelegenes, damit städtebaulich markantes Fachwerkhaus mit anschließender ehemaliger Scheune. Zweigeschossig mit massiv erneuertem Untergeschoss, Sandsteingewänden und Verschieferung der Giebelseite. Im Rahmen einer dendrochronologischen Untersuchung wurde die Datierung 1611 ermittelt, die sich möglicherweise auf ein zweitverwendetes Holz bezieht. Die freiliegende Fachwerkkonstruktion entspricht der Konstruktionsweise dieser Zeit bis zur Mitte des 18. Jahrhunderts. Die Eckpfosten weisen jedoch keine Schnitzmuster auf, die an anderen unmittelbar benachbarten Gebäuden früherer Zeit vorhanden sind. | Anfang 18. Jahrhundert                                      | 78480 DDB  |
| weitere Bilder          |                                              | Bürgel, Niedergasse 30/32 LageFlur: 1, Flurstück: 149/2                          | Hofreite mit Doppelhaus, dessen vorderer Hausteil mit massiver Giebelwand und Krüppelwalmdach ausgestattet ist. An den Obergeschossen Fachwerk erhalten, z. T. verschindelt. Der hintere Hausteil mit einem Dachstuhl aus dem 17. Jahrhundert, der des Vorderhauses stammt aus dem 18. Jahrhundert. Im Hof große Scheune erhalten. An der südlichen Grundstücksgrenze zudem Teile der alten Ortsbefestigung erhalten (vgl. Ortsbefestigung). | Anfang 18. Jahrhundert                                      | 78481 DDB  |
| Ortsbefestigung         | Ortsbefestigung                              | Bürgel, o. Ang. LageFlur: 1, Flurstück:                                          | Es bestehen an mehreren Stellen noch Reste der ehemaligen Ortsmauer aus der Mitte des 16. Jahrhunderts. Es handelt sich um Bruchsteinmauerwerk von bis zu 2,30 m Höhe, so zum Beispiel am Ende der Wintergasse oder im Hof von Gerhard-Becker-Straße 4. Der Verlauf der Ortsmauer folgte der heutigen Stiftstraße, zwischen Strackgasse und Arnoldstraße und zwischen Niedergasse und Offenbacher Straße. | Ende 15. Jhdt. bis Mitte 16 Jhdt.                           | 78469 DDB  |
| weitere Bilder          |                                              | Bürgel, Offenbacher Straße 84 LageFlur: 5, Flurstück: 195/1                      | Zweigeschossige, kubische Villa, die einst zur Chemischen Fabrik Oehler, später Griesheim-Elektron gehörte. 1896 im klassizistischen Stil erbaut; als Architekt zeichnete Karl Steuerwald. 1921 Umbau und Errichtung der Einfriedung, von der heute noch die Pfosten erhalten sind. Verputzter Baukörper mit seitlichem Treppenhausanbau und Loggia. Fassade mit Sandsteingliederung, so z. B. das zweifache Stockwerksgesims. Im Erdgeschoss Rechteckfenstergewände mit Verdachungen, im Obergeschoss rundbogige Gewände bzw. Zwillingsfenster mit Dreieckgiebel. Hier Verzierungen in vegetabilen Formen. Weit ausladendes Kranzgesims mit kleinen Konsolen, darüber Walmdach mit Gaube. Als repräsentativer Villenbau von baukünstlerischer Bedeutung, aber auch im Zusammenhang mit der Offenbacher industriellen Entwicklung von geschichtlichem Interesse. | 1896                                                        | 78482 DDB  |
| Gesamtanlage            | Gesamtanlage                                 | Bürgel, Rumpenheimer Straße – Seestraße Lage                                     | | Anfang 20. Jahrhundert                                      | 78095 DDB  |
| weitere Bilder          |                                              | Bürgel, Rumpenheimer Straße 25 Lage                                              | Zweigeschossiges Wohnhaus von 1899. Architekt war Peter Karl Augenthaler. Putzbau mit Sandsteingliederung in neobarocken Formen. Mittig in der Fassade leicht vorspringender Risalit, am Obergeschoss gerahmt und als Zwerchhaus mit steilem, schiefergedecktem Walmdach fortgeführt. Weitere Gliederung durch Stockwerksgesims und Fenstergewände mit Schlusssteinen oder Verdachung. Ältestes Haus einer Reihe von repräsentativen Wohnhäusern entlang der Rumpenheimer Straße, die vermehrt im ersten Jahrzehnt des 20. Jahrhunderts angelegt wurden. | 1899                                                        | 78483 DDB  |
| Rumpenheimer Straße 26  |                                              | Bürgel, Rumpenheimer Straße 26 Lage                                              | Die Pläne für das 1907/08 errichtete Wohnhaus unterzeichnete der Geometer J. Benning. Es liegt in städtebaulich bedeutsamer Lage am Schnittpunkt von Langstraße und Rumpenheimer Straße. Verputzter, zweigeschossiger Bau mit Sandsteingliederung. Die Fassade mit Rustikasockel und aufwändig gestalteten Fenstergewänden in einer eigentümlichen Mischung aus historistischen und abstrahierend geometrischen Formen. Am seitlichen Eingang mit Vorhalle die eisernen Zuganker mit filigraner Verzierung erhalten. Über der Vorhalle befand sich einst ein kleiner Balkon. | 1907/08                                                     | 78484 DDB  |
| weitere Bilder          |                                              | Bürgel, Rumpenheimer Straße 27 Lage                                              | Städtebaulich dominant an der Ecke Stiftstraße gelegenes Wohnhaus im traditionellen Landhausstil. Es wurde 1907 unter der Leitung der Architekten Bossert und Brunn errichtet. Zweigeschossig mit Sandsteinelementen, Fachwerkdetails und biberschwanzgedeckter Dachlandschaft. Rustizierter Sandsteinsockel, der als Einfriedungsmauer fortgeführt wird. Seitliche Fassade mit rustizierten unregelmäßigen Werksteinen als Fenstergewände im Untergeschoss. Unter dem Krüppelwalmdach lineares Fachwerk am Giebel. Seitlich abgekragter hölzerner Balkon, ursprünglich offen. Entlang der Rumpenheimer Straße dominiert das große Zwerchhaus mit Mansarddach und verschindeltem Giebel. | 1907                                                        | 78485 DDB  |
| weitere Bilder          |                                              | Bürgel, Rumpenheimer Straße 46 Lage                                              | Zweigeschossiges Wohnhaus von voluminösem Umriss. 1909 wurde das von Philipp Forster und Friedrich Bossert entworfene Gebäude fertiggestellt. Prägnant die beiden sich überschneidenden Giebel im schieferdeckten Mansarddach. Darunter verputzter Bau mit rustiziertem Sandsteinsockel und glatten Werksteingewänden. Runder Eckerker. Hölzerne Klappläden erhalten, die ein wichtiges Gestaltungselement der ansonsten schmucklosen Fassaden darstellen. | 1909                                                        | 78486 DDB  |
| weitere Bilder          |                                              | Bürgel, Rumpenheimer Straße 55 Lage                                              | 1911 entstand das eingeschossige, etwas zurückliegende Wohnhaus; Architekten waren Brunn und Seeger. Der Sockel und teilweise das Erdgeschoss mit rustizierten Sandsteinquadern verblendet. Im gleichen Naturstein auch die Mauer und Pfosten der Einfriedung gefertigt. In glattem Werkstein eingefasst der polygonale eingeschossige Erker mit darüber liegendem Balkon und filigranem Brüstungsgitter. Biberschwanzziegelgedecktes Dach mit einseitigem Krüppelwalm und Zwerchhaus. | 1911                                                        | 78487 DDB  |
| weitere Bilder          |                                              | Bürgel, Rumpenheimer Straße 57 Lage                                              | Der Architekt Karl Brunn entwarf 1909 das Wohnhaus mit hohem, biberschwanzziegelgedecktem Mansarddach. Zum Stil der heimatlichen Bauweise gehört ebenfalls die rustizierte Verblendung des Sockels und teilweise des unteren Geschosses mit Naturstein. Im gleichen Material die Pfosten der Einfriedung. Am Obergeschoss wenig vorkragender halbrunder Erker und seitliches Zwerchhaus. | 1909                                                        | 78488 DDB  |
| weitere Bilder          | siehe Frankenstraße 1                        | Bürgel, Rumpenheimer Straße 59 Lage                                              | Voluminöses Eckhaus von 1911; Architekt war Karl Brunn. Der Bau in der für ihn typischen traditionellen Bauweise mit hoher Natursteinverblendung, Sandsteingewänden und Biberschwanzziegeldeckung. An der Fassade Rumpenheimer Straße Erker am Obergeschoss auf Konsolen. Darüber hohes Zwerchhaus mit Mansaraddach. Seitlich an der Frankenstraße ebenfalls Erkervorbau. | 1911                                                        | 78097 DDB  |
| weitere Bilder          |                                              | Bürgel, Schifferstraße 6 Lage                                                    | zweigeschossiges Fachwerkhaus von 1671. reiche Schmuckformen, beschnitzte Eckständer. | 1671                                                        | 78081 DDB  |
| Gesamtanlage            | Gesamtanlage                                 | Bürgel, Siedlung Klosterhof Lage                                                 | |                                                             | 78096 DDB  |
| weitere Bilder          | Fachwerkwohnhaus, ehem. Gasthaus „Zum Stern“ | Bürgel, Sternstraße 21 Lage                                                      | Fachwerkhaus von 1697 mit nördlich angeschlossener Scheunenerweiterung aus dem 18. Jhdt. (gemeinsames Dach). Seit mind. 1823 - 1957 Gaststätte „Zum Stern“. | 1697                                                        | 78082 DDB  |
| weitere Bilder          | Ehem. Schwesternhaus                         | Bürgel, Stiftstraße 1 Lage                                                       | Zweigeschossiger Massivbau von 1881. „Schwesternhaus“ | 1881                                                        | 78083 DDB  |
| weitere Bilder          | Kath. Kirche St. Pankratius                  | Bürgel, Stiftstraße 3 Lage                                                       | Spätgotischer Turm von 1492. Neugotische Basilika begonnen 1896, am 19. September 1897 Weihe. Architekt war J. Röder aus Frankfurt. Es ist der vierte Kirchenbau an dieser Stelle. Ersatz des kleineren Vorgängerbaus von 1714. Der schon von 1492 stammende Glockenturm (möglicherweise von einem spätmittelalterlichen Vorgängerbau) blieb erhalten. Erwähnung einer Kirche in Bürgel bereits in einer Urkunde von Ludwig d. jüngeren im Jahr 880. Im Zweiten Weltkrieg Schäden am Dach. 1954/56 Renovierung nach Plänen des Mainzer Architekten Hugo Becker. Dreischiffige Basilika mit Querhaus und dreiseitig polygonal geschlossenem Chor. Am Chor Seitenkapelle und Sakristei. Über der Vierung steiler Dachreiter. Das Kirchenschiff mit je sechs Fensterachsen: an den Seitenschiffen Lanzettfenster, am Obergaden Maßwerkfenster. Der nordwestlich liegende, verputzte Glockenturm mit vier Giebeln und hohem spitzem Turmhelm. Südwestlich kleiner Treppenturm mit oktogonalem Aufsatz und spitzem Turmhelm. An der Westseite Säulenportal und Maßwerkrose. Nördliches Säulenportal in Sandstein mit Dreieckgiebel. Im Tympanon Relief zur St. Pankratius-Geschichte; Holztür mit reich verzierten Beschlägen. Über dem Portal Fensterrose mit Maßwerk. Im Inneren neugotische Ausstattung erhalten. Das hohe Mittelschiff mit Kreuzrippengewölben, die Seitenschiffe mit Kreuzgratgewölben. Die Langhauspfeiler mit farbig gefassten Heiligenfiguren unter Baldachinen. Farbige Glasfenster von B. Kraus. Im erhöhten Chor filigran gearbeiteter Hochaltar aus französischem Marmor. Die figürlichen Darstellungen mit Altaropferszenen aus dem Alten und Neuen Testament. Die Seitenaltäre mit Statuen der Muttergottes und des Kirchenpatrons St. Pankratius. An den Seitenschiffswänden Kreuzwegstationen. Außen am Turm befindet sich eine Kopie des Grabmals des kurtrierischen Kanzlers von Laroche, (gestorben 1788) und seiner Frau Sophie (gestorben 1807), gefertigt vom Bildhauer Friedrich Conrad Zorbach. Das Original befindet sich am Isenburger Schloss (siehe Schlossstraße 66). Nordwestlich vor der Kirche Kreuzigungsgruppe.                         | 1492, 1896                                                  | 78084 DDB  |
| weitere Bilder          | Kath. Pfarrhaus                              | Bürgel, Stiftstraße 5 Lage                                                       | Neues Pfarrhaus. Aus der Straßenflucht zurückversetzt mit Vorgarten angelegt. Repräsentatives, zweigeschossiges Gebäude mit Sandsteinverkleidung und -gewänden in historistischen Formen. Straßenfassade mit Stufengiebel und Blendmaßwerk; seitlich polygonaler Eckerker mit Turmhelm am Obergeschoss. Daneben Figurennische mit Heiligenfigur. An der Westwand Risalit mit Zwerchhaus und Krüppelwalmdach. Das baukünstlerisch wertvolle Pfarrhaus ist wichtiger Bestandteil im Ensemble mit Kirche. | 1906                                                        | 78085 DDB  |
| weitere Bilder          | Schule                                       | Bürgel, Stiftstraße 25 Lage                                                      | Komplex aus drei Gebäudeteilen entlang der Stiftstraße. Am östlichen Ende der zweigeschossige Schulbau von 1899, in der Mitte das dreigeschossige „neue Schulhaus“ von 1907 und westlich abschließend die Turnhalle von 1928. Zugehörig zum Schulensemble auch die bereits genannten Gebäude Arnoldstraße 17 und Lehrstraße 6. Das Gebäude von 1899 im klassizistischen Stil. Neunachsig mit Mittelrisalit und Dreieckgiebel. Verputzt über Sandsteinsockel mit Architekturgliederung in Back- und Sandstein; profilierte Fenstergewände in Sandstein. Zahnschnittfries unter dem Kranzgesims des flachen Walmdaches. Der Trakt von 1907 ebenfalls verputzt mit Kantenfassung in Sandstein, Gewände und Gesimse ebenfalls in Werkstein. Beidseits Mittelrisalit mit Zwerchhaus im Mansarddach. Darüber achteckiger Uhrenturm mit Belvedere. An der Straßenfront Treppenvorbau mit Balustrade. Der rundbogige Eingang mit Dreieckgiebel und die seitlich begleitenden Fenster sandsteinverkleidet. Im Dachgeschoss kleine Gauben mit Rundfenstern. Die Turnhalle schlichter Putzbau über Sandsteinsockel mit zurückhaltenden Formen der Art d'co. Im Erdgeschoss hohe spitzbogige Fenster, im Obergeschoss Rechteckfenster. Der westliche Abschluss bestand ursprünglich aus einer Apsis mit Treppenhaus. Sie wurde 1964 für den Bau eines Lagerraumes abgebrochen. In den Gebäuden haben sich teilweise originale Ausstattungsstücke wie beispielsweise Treppengeländer, Stuckdecken etc. erhalten. Die Anlage der Schulbauten dokumentiert auf einzigartige Weise die kurze Abfolge der Neubauten bei einer rasch ansteigenden Bevölkerungszahl. | 1899, 1907, 1928                                            | 78086 DDB  |
| Strackgasse 12          |                                              | Bürgel, Strackgasse 12 Lage                                                      | Fachwerkhaus um 1700 | um 1700                                                     | 78087 DDB  |
| Strackgasse 24          |                                              | Bürgel, Strackgasse 24 Lage                                                      | Über dem massiv erneuerten Erdgeschoss mit Sandsteingewänden schöne Fachwerkkonstruktion aus dem Ende des 17. Jahrhunderts. Teilweise mit ungewöhnlich langgestreckten Mannfiguren mit gebogenen Streben, Eckstreben mit Schnitzereien. Satteldach in Biberschwanzziegeldeckung mit Aufschiebling. | Ende 17. Jhdt.                                              | 78090 DDB  |
| weitere Bilder          | Gesamtanlage                                 | Bürgel, südliche Von-Behring-Straße Lage                                         | |                                                             | 78093 DDB  |
| weitere Bilder          | Ev. Pfarrhaus                                | Bürgel, von-Behring-Straße 95 Lage                                               | Voluminöses, zweigeschossiges Gebäude von 1901/02. An der Straßenfassade Risalit mit Kantenquaderung und großem Zwerchhaus mit Fachwerkgiebel. Südlicher Giebel mit Holzschindeln verkleidet. Hoher Sockel mit Sandsteinverkleidung; Gewände ebenfalls in Sandstein in historistischen Formen. Rechtsseitig Eingangsvorbau von 1954 in angepasster Architektur. Ursprünglich wurde der Landhausstil des stattlichen Baues noch durch Holzklappläden unterstrichen | 1901/02                                                     | 78088 DDB  |
| weitere Bilder          |                                              | Bürgel, von-Behring-Straße 122 Lage                                              | Breitgelagertes, zweigeschossiges Wohnhaus von 1902; Architekt: Oberländer. Verputzt mit Werksteingliederung in neobarocken Formen. Mittig leicht vorspringender, lisenengerahmter Risalit mit darüber liegendem Zwerchhaus und steilem Walmdach. Beidseits Dachgauben mit Dreieckgiebeln. Im Erdgeschoss Rund- bzw. Segmentbogenfenster mit Schlusssteinen und große Toreinfahrt. Im Obergeschoss Rechteckfenster mit profiliertem Gewände und am Risalit mit Verdachung. | 1902                                                        | 78089 DDB  |